# Somogybabod
Somogybabod egy község Somogy vármegyében, a Fonyódi járásban.

## Fekvése
A Szigetvár-Kaposvár-Balatonszemes közti régi 67-es főút (a 6714-es út) mentén fekszik, de belterületét már elkerüli a 67-es út új, négysávos szakasza. A település Balatonlellétől körülbelül 15 kilométerre dél-délkeletre, Kaposvártól mintegy 35 kilométerre északra található.

## Története
Somogybabod területén régen két település állt. Tard (Tardpuszta) nevét először egy 11. századi irat említi, mint a szentmártoni apátság részbirtoka (1102-ben már temploma is volt), Babod (Babodpuszta) neve pedig az 1332–1337-es pápai tizedjegyzékben fordul elő először. A vidék a középkorban a környék legfontosabb szőlőtermőhelyei közé tartozott. Birtokosa 1703-ban Zankó Miklós és Boldizsár, 1726-ban és 1733-ban a lengyeltóti Lengyel család volt, majd a 19. század közepén báró Puteáni Sándor, akitől még 1856 előtt a Rihmer család vette meg.
Az Inkey-kastély 19. századi épület, a katolikus templom a 20. század közepén épült.
A település melletti puszták a 20. század elején nagybirtokok részét képezték, majd az 1910-es években kiparcellázták Kisbabodot, Szilvást, Rákit és Vörösihegyet, a következő évtizedben pedig Nagybabodot is. Ezeken a pusztákon főként az első világháború előtt érkező telepesek építkeztek. Az addig Somogytúrhoz tartozó puszták önálló községgé 1939-ben alakultak, amikor 70 család élt itt. 1972-ig Somogybabod a látrányi körjegyzőséghez tartozott, de önálló tanácsa volt, ekkor viszont három településsel közös községi tanács alakult. Tardpuszta 1980-ban került át Somogytúrtól Babodhoz. Az 1990-es évektől kezdve az összes utca aszfaltos burkolatot kapott, és az egész településen kiépítették a víz-, a villany-, a kábeltévé-, a telefon- és a gázhálózatot is.
A mezőgazdaság mellett a legtöbb embernek egy műanyagüzem biztosított munkát, amely azonban megszűnt. Csarnokába 2002-ben egy autóalkatrész-gyártó üzem költözött be, igaz, ez a korábbi 300 helyett csak 40 embernek ad munkalehetőséget. Emellett egyre többen próbálnak megélni a fejlődő turizmusból: a Balaton közelsége és a pünkösdkor megrendezett Nemzetközi Offroad Fesztivál ehhez jó alapot biztosít.

## Közélete

### Polgármesterei
- 1990–1994: Hartung György (független)[5]
- 1994–1998: Hartung György (független)[6]
- 1998–2002: Hartung György (független)[7]
- 2002–2004: Hartung György (független)[8]
- 2004–2006: Hartung György (független)[9]
- 2006–2010: Csima Sándor (független)[10]
- 2010–2014: Káldi László (Fidesz-KDNP)[11]
- 2014–2019: Káldi László (független)[12]
- 2019–2024: Káldi László (független)[13]
- 2024– : Káldi László (független)[1]

A településen 2004. május 22-én időközi polgármester-választást (és képviselő-testületi választást) tartottak, az előző képviselő-testület önfeloszlatása miatt. A választáson az addigi polgármester is elindult, és meg is nyerte azt.

## Népesség
A település népességének változása:
| Lakosok száma | 480  | 471  | 457  | 423  | 466  | 465  | 467  |
|               | 2013 | 2014 | 2015 | 2021 | 2022 | 2023 | 2024 |

A 2011-es népszámlálás során a lakosok 94,1%-a magyarnak, 3% németnek, 0,4% románnak, 0,2% szerbnek mondta magát (5,3% nem nyilatkozott; a kettős identitások miatt a végösszeg nagyobb lehet 100%-nál). A vallási megoszlás a következő volt: római katolikus 69,8%, református 7,6%, evangélikus 5,3%, felekezet nélküli 6,8% (10,1% nem nyilatkozott).
2022-ben a lakosság 88,4%-a vallotta magát magyarnak, 5,2% németnek, 1,1% cigánynak, 0,2% románnak, 1,5% egyéb, nem hazai nemzetiségűnek (9,4% nem nyilatkozott; a kettős identitások miatt a végösszeg nagyobb lehet 100%-nál). Vallásuk szerint 47,2% volt római katolikus, 4,9% református, 2,6% evangélikus, 0,4% görög katolikus, 0,4% izraelita, 1,5% egyéb keresztény, 4,1% egyéb katolikus, 9,4% felekezeten kívüli (29% nem válaszolt).

## Nevezetességei
- Inkey-kúria vagy Inkey-kastély (vadászkastély)
- Nemzetközi Offroad Fesztivál [a versenypálya túlnyomó része amúgy Somogytúr területén fekszik]
- Szentkút, parkerdő: 1917-ig Nagyboldogasszony napján zarándokoltak a forráshoz a hívők, akik hite szerint annak csodatévő vize van. A mellette levő kisebb tó gátja azonban átszakadt, a tó vize elfolyt, a területet elhanyagolták, de az 1990-es években újra gondozni kezdték, és egy parkerdőt is kialakítottak. Azóta ismét többen keresik fel.[4][17]